# Na Cidade Vazia
Na Cidade Vazia es una película angoleña de 2004 dirigida por Maria João Ganga.

## Sinopsis
Un grupo de niños refugiados de la guerra civil angoleña, acompañados por una monja, vuelan hacia Luanda. Al llegar al aeropuerto, N’Dala, uno de los niños, se escapa del grupo para descubrir la ciudad. Mientras la monja lo busca, N’Dala explora la ciudad destruida y fantasea con la idea de volver a casa y encontrarse con sus padres muertos. En el crepúsculo de la ciudad destruida, en la que las ilusiones revolucionarias se han desvanecido, los encuentros son fascinantes pero peligrosos. Joka, tan marginal como la ciudad, engaña a N’Dala para que lo ayude en un robo a cambio de algunas monedas.

## Premios
- Paris Film Festival, 2004
- Festival de Cinema Africano, Asia, América Latina de Milano, 2004
- Festival du Film de Femmes de Créteil, 2004
- Festival Vues d’Afrique, Montreal, 2004